# Yungay (Chile)
Yungay ist eine Stadt und Gemeinde in der Provinz Diguillín in der Región de Ñuble in Chile. Bei der Volkszählung im Jahr 2017 hatte sie 17.787 Einwohner. Die Gemeinde erstreckt sich über eine Fläche von 823,5 km².

## Geografie
Die Gemeinde Yungay liegt an der Ostgrenze der Region und umfasst somit Teile der Andenkordillere, wo die Höhe zwischen 150 und 2000 Metern über dem Meeresspiegel liegt. Mehrere Flüsse fließen aus dem Andensektor und durchqueren die Region. Im Allgemeinen wird das Land landwirtschaftlich genutzt, hauptsächlich für den Anbau von Monterey-Kiefern, Weizen, Hafer oder Linsen; oder es wird Vieh geweidet.

## Geschichte
Das Gebiet, das heute zur Gemeinde Yungay gehört, war vor der Ankunft der Spanier von Picunches, Mapuchen und Pehuenches bewohnt. Ihre Lebensweise war sesshaft, sie betrieben Ackerbau – hauptsächlich Kartoffeln und Mais – und sammelten Wildfrüchte. Von ihrer Existenz zeugen heute nur noch vereinzelte Überreste, hauptsächlich Werkzeuge aus Stein, wie durchbohrte Steine. Es ist historisch belegt, dass die Mapuchen stets als klar abgegrenztes Volk erhalten blieben, während sich die anderen Ethnien, insbesondere die Picunches, mit den Spaniern vermischten. Über die Pehuenches gibt es Aufzeichnungen bis ins Jahr 1832, als sie an Kampfhandlungen auf der Seite der royalistischen Guerillas im sogenannten Guerra a muerte teilgenommen haben sollen.
Die Gründung der Stadt Yungay erfolgte am 20. Januar 1842 durch General Fernando Baquedano Rodríguez. Die Stadt wurde nach der Schlacht von Yungay benannt, die am 20. Januar 1839 in Peru stattfand, als die chilenische Armee einen Sieg über die Peruanisch-Bolivianische Konföderation errang. In dieser Schlacht spielte General Baquedano eine herausragende Rolle.
Am 17. Juli 1868 erhielt die junge Siedlung Yungay per Dekret, unterzeichnet vom Präsidenten der Republik José Joaquín Pérez, den Titel einer „Villa“. Am 19. Oktober 1885 wurde sie zur Hauptstadt des Departamento Yungay; später, am 22. Dezember 1891, wurde die Gemeindeverwaltung von Yungay mit Sitz in der Stadt gegründet, die weiterhin auch Hauptstadt des Departements war.
Ein wichtiger Meilenstein in der Geschichte der Gemeinde ist die Einrichtung der territorialen Organisation des Departamento Yungay im Jahr 1925. Dieses wurde dabei in die Gemeinden El Carmen, Pemuco und Yungay aufgeteilt.
Als fast anekdotisches Ereignis ist zu erwähnen, dass im Frühling 1933 mehrere Männer aus der Region – aufgrund der Vernachlässigung der landwirtschaftlichen Vorgebirgsgemeinden und inspiriert von anderen Unabhängigkeitserklärungen, wie etwa in Concepción rund 100 Jahre zuvor – durch Schilder in verschiedenen umliegenden Orten verkündeten, dass Yungay zur unabhängigen Republik erklärt werde. Diese Situation hielt jedoch nur wenige Stunden an, da die Provinzbehörden sofort mit dem Entsenden von Truppen reagierten, um die Organisatoren festzunehmen. Diese konnten jedoch fliehen und sich in die Gebirgsregionen zurückziehen.
Im Jahr 1974, mit der Gründung der Nationalen Kommission für Verwaltungsreform (CONARA), wurde eine neue politische und administrative Gliederung des Landes umgesetzt, wodurch Yungay eine der 21 Gemeinden wurde, die heute zur Region Ñuble gehören. So war die Gemeinde Yungay über mehr als 40 Jahre lang Teil der Provinz Ñuble.

## Bevölkerung
Laut der Volkszählung des Nationalen Statistikinstituts von 2002 hatte Yungay 16.814 Einwohner; davon lebten 11.469 (68,2 %) in städtischen Gebieten und 5345 (31,8 %) auf dem Land. Zu dieser Zeit lebten 8565 Männer und 8249 Frauen in der Gemeinde. Die Bevölkerung der Gemeinde wuchs zwischen den Volkszählungen von 1992 und 2002 um 10 % (1 % jährliches Wachstum). Im Jahr 2017 zählte man 17.787 Personen.